# Листовик бурий
Листови́к бурий (Sclerurus obscurior) — вид горобцеподібних птахів родини горнерових (Furnariidae). Мешкає в Центральній і Південній Америці. Раніше вважався конспецифічним з рудогорлим листовиком, однак за результатами низки молекулярно-генетичних досліджень був визнаний окремим видом.

## Підвиди
Виділяють п'ять підвидів:
- S. o. andinus Chapman, 1914 — крайній схід Панами. Анди на півночі Колумбії (на схід до Сьєрра-де-Періха), на крайньому північному заході Венесуели та на північному заході Еквадору;
- S. o. obscurior Hartert, E, 1901 — рівнини на заході Колумбії та на заході Еквадору;
- S. o. peruvianus Chubb, C, 1919 — Західна Амазонія (Південно-Східна Колумбія, схід Еквадору і Перу, Північна Болівія і Західна Бразилія (Амазонас, Акрі, північна Рондонія);
- S. o. macconnelli Chubb, C, 1919 — Східна Венесуела, Гвіана, Північна Бразилія;
- S. o. bahiae Chubb, C, 1919 — Східна Бразилія (від Алагоаса до північно-східного Сан-Паулу).

## Поширення і екологія
Бурі листовики мешкають у Панамі, Колумбії, Венесуелі, Гаяні, Суринамі, Французькій Гвіані, Еквадорі, Перу, Болівії та Бразилії. Вони живуть у вологих рівнинних і гірських тропічних лісах. Зустрічаються поодинці або парами, на висоті до 2000 м над рівнем моря, переважно на висоті до 1500 м над рівнем моря. Живляться безхребетними, яких шукають в опалому листі, ґрунті або гнилій деревині